# カルノーサイクル
カルノーサイクル（英: Carnot cycle）は、温度の異なる2つの熱源の間で動作する可逆な熱力学サイクルの一種である。ニコラ・レオナール・サディ・カルノーが熱機関の研究のために思考実験として 1824 年に導入したものである
。
カルノーの導入以降しばらくは注目されなかったが、19 世紀後半にウィリアム・トムソンにより再発見された後に本格的な熱力学の起点となり、熱力学第二法則、エントロピー等の重要な概念が導き出されることになった。
カルノーサイクルは実際には実現不可能だが、限りなく近いものを作ることは可能であり、スターリングエンジンはこれに近い。

## サイクル

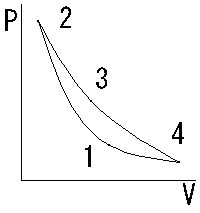
カルノーサイクルのP-V線図

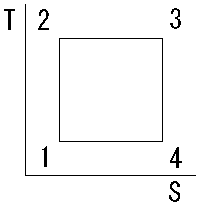
カルノーサイクルのT-S線図

次の各過程が準静的（可逆的）に行われるものとする。
- 1-2 断熱圧縮
- 2-3 温度 {\displaystyle T_{\mathrm {H} }} で {\displaystyle Q_{\mathrm {H} }} の熱を等温吸熱、膨張
- 3-4 断熱膨張
- 4-1 温度 {\displaystyle T_{\mathrm {L} }} で {\displaystyle Q_{\mathrm {L} }} の熱を等温放熱、圧縮

## 理論熱効率
高低差のある斜面を水が流れ落ちるのと同じように、熱も高温側から低温側に移動する。その移動により、実際に熱機関で利用可能な仕事が発生する。水力発電所は、高低差を利用して水を流しながら発電するが、熱機関も同様に、熱を移動させながらでないと作動しない。
カルノーサイクルの理論熱効率（カルノー効率） {\displaystyle \eta _{\mathrm {th} }} は、2つの熱源の温度のみで決まり、
{\displaystyle \eta _{\mathrm {th} }\equiv {\frac {W}{Q_{\mathrm {H} }}}=1-{\frac {T_{\mathrm {L} }}{T_{\mathrm {H} }}}}
となる。ここでW は有効仕事：
{\displaystyle W\equiv Q_{\mathrm {H} }-Q_{\mathrm {L} }\ }
である。
これは、理想気体による等温膨張において、高温・低温部それぞれの体積変化による仕事量を計算し、その比を取ると、
{\displaystyle {\frac {Q_{\mathrm {L} }}{Q_{\mathrm {H} }}}={\frac {T_{\mathrm {L} }}{T_{\mathrm {H} }}}}
となることから導かれる。
このことから低温熱源の温度が絶対零度ならば熱効率は1となり、熱を仕事に完全に転換できる第二種永久機関が作れることになるが、実際には様々な理由から不可能であることが証明されている（断熱膨張を無限大まで行わねばならないこと、絶対零度に到達することは実際には不可能であること）。
エントロピー変化は、
{\displaystyle \Delta S_{\mathrm {H} }={\frac {Q_{\mathrm {H} }}{T_{\mathrm {H} }}},\quad \Delta S_{\mathrm {L} }=-{\frac {Q_{\mathrm {L} }}{T_{\mathrm {L} }}}}
であり、さきの熱効率の関係式から全サイクルでは差し引き 0 となる。

## 関連文献
- 熊野寛之「やさしい熱力学 第8回：熱力学第二法則とカルノーサイクルの特徴」『日本機械学会誌』第123巻第1221号、日本機械学会、2020年、28-29頁、doi:10.1299/jsmemag.123.1221_28。